# Jeokseong-myeon, Paju
Jeokseong-myeon (koreanska: 적성면) är en socken i kommunen Paju i provinsen Gyeonggi i den nordvästra delen av Sydkorea, 45 km norr om huvudstaden Seoul.